# Sequenza ofiolitica

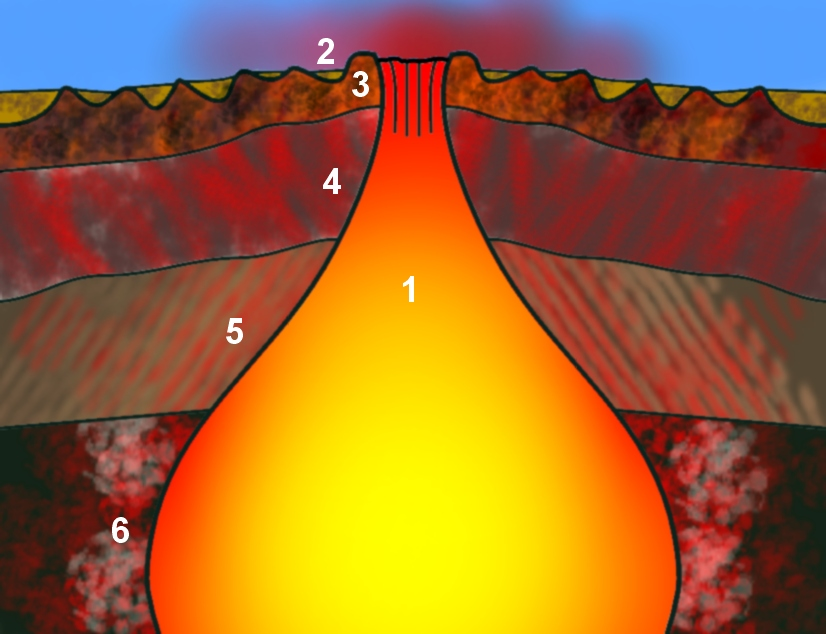
Schema di sequenza ofiolitica:
1. camera magmatica assiale
2. sedimenti
3. basalti a cuscino
4. strato di basalto dicchizzato
5. gabbri
6. duniti/peridotiti

Sequenza ofiolitica è un termine geologico di pertinenza prettamente petrografico-stratigrafica indicante una sequenza di strati di roccia magmatica in camera magmatica che si è consolidata. 
La sequenza ofiolitica presenta (dall'alto in basso):
- sedimenti oceanici
- basalti a cuscino (a pillow), per contatto tra il magma e l'acqua di mare, e lapilli
- roccia basaltico-gabbrica fortemente dicchizzata
- gabbri
- alla base, peridotiti e duniti

La sequenza ofiolitica è presente nella crosta continentale anche se la sua genesi è prettamente oceanica; questo fatto è dovuto probabilmente ad un dislocamento del pacco di strati a causa di un'azione orogenica o di cunei in subduzione.